# Schnitzer Steel Industries

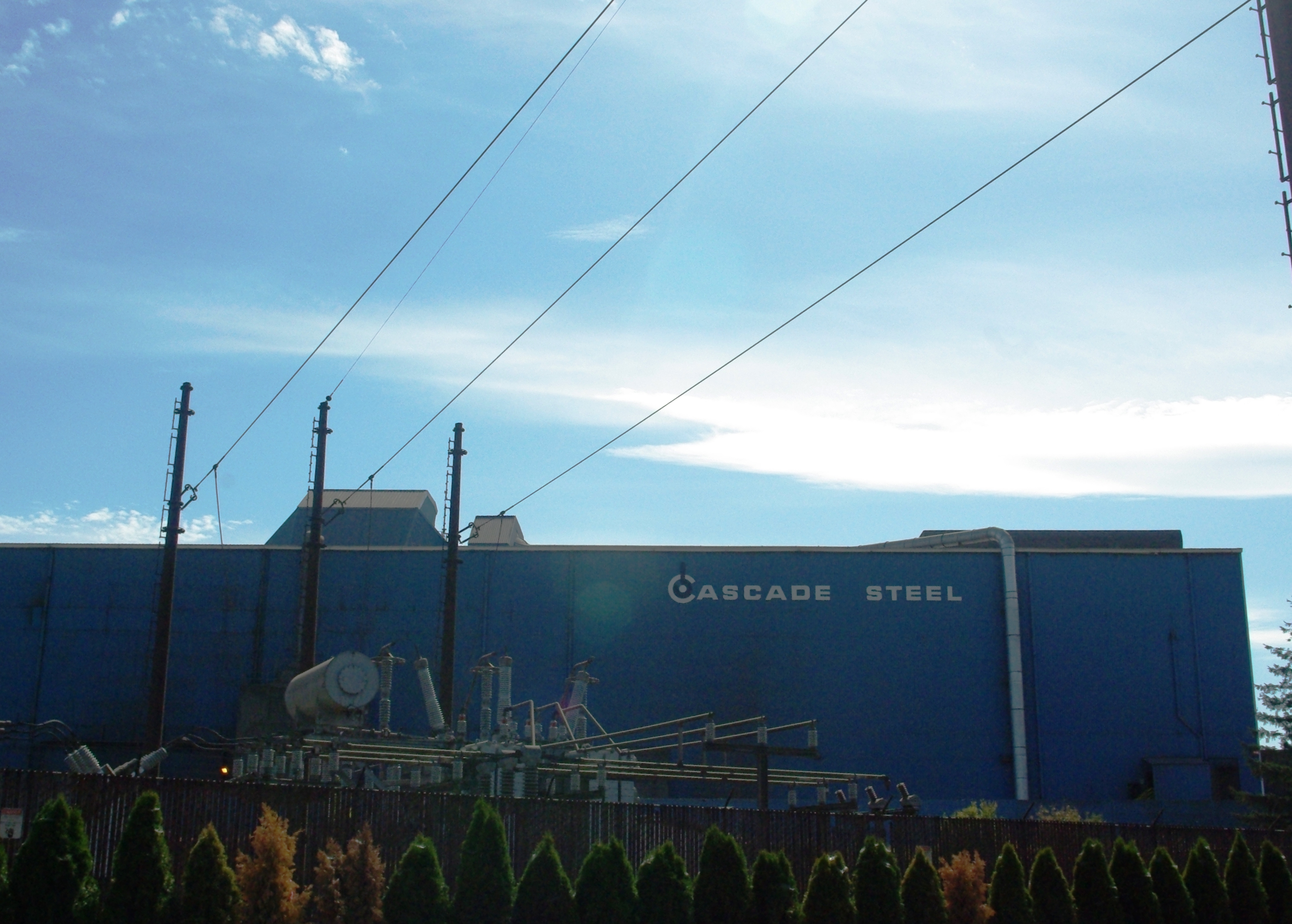
オレゴン州マクミンヴィルにあるリサイクル製鉄所

Schnitzer Steel Industries, Inc.（シュニッツァースチールインダストリーズ）は鉄鋼業と金属スクラップのリサイクル業を営む企業であり、オレゴン州ポートランドに本社を置いている。

## 現在の事業

### 自動車・金属リサイクル部門
自動車・金属リサイクル部門は、自動車の斜体や家電製品、工業用機械、製造工程で発生するスクラップ、
橋梁や建物、その他の公共建築物の建設や解体に伴って発生する廃棄物を回収し、
リサイクルしている。
「Pick-n-Pull」と言うブランドで運営する52店舗で回収を行っている。
2016年度の自動車・金属リサイクル部門のリサイクルの実績は、鉄スクラップについて3.3百万トン、
非鉄金属スクラップについて510百万ポンドであった。
2016年には、リサイクルされた金属は24カ国の顧客に売却された。

### 鉄鋼部門
鉄鋼部門は、異形鉄筋や鉄線、コイル鉄筋、条鋼などの鉄鋼製品をほぼ100%
自動車・金属リサイクル部門でリサイクルされた鉄で製造している。
2016年度には、鉄鋼部門は488,000ショートトンの鉄鋼製品を販売した。

## 歴史
1906年に、ロシアからの移民であったSam Schnitzerが個人商店の金属スクラップリサイクル業者として
操業した。
1946年に、法人化した。
1947年から1950年の間に、創業者の息子であるHarold Schnizerが入社した。
1993年に、新規株式公開により上場した。
2003年1月に、Pick-n-Pullを買収した。
2005年10月に、GreenLeaf Auto Recyclersを買収したが、2009年に売却した。
2005年10月に、アメリカ合衆国南東部に10拠点を持つ金属リサイクル業者であるRegional Recyclingを買収した。
2006年に、Advanced Recyclingを買収した。
2007年12月に、アメリカ証券取引委員会は、元会長兼CEOのRobert Philipを
中国の製鉄所に関する取引における連邦海外腐敗防止法における贈賄禁止規定違反により罰金を課した。
2008年11月に、Tamara LundgrenがCEOに、John Carterが会長に就任した。
2010年1月に、Schnitzer家が持株を売却し、20%以下の持分となった。
2010年4月に、モンタナ州ビリングスのリサイクル業者である
Golden Recycling & Salvageを買収した。
2011年にマサチューセッツ州アトルボロのState Line Scrap Co.を買収した。
2013年に、本社をオレゴン州ポートランドに移転した。
2015年に、自動車部品部門と金属リサイクル部門を統合し、自動車・金属リサイクル部門(AMR)とした。
2023年7月に、ラディウス・リサイクリングに社名変更を実施。
2025年7月に、豊田通商に13億ドルで買収される。